# Nesle-Hodeng
Nesle-Hodeng é uma comuna francesa na região administrativa da Normandia, no departamento de Sena Marítimo. Estende-se por uma área de 15,65 km². Em 2010 a comuna tinha 353 habitantes (densidade: 22,6 hab./km²).